# هنري د. برادلي
هنري د. برادلي (بالإنجليزية: Henry D. Bradley)‏ هو ناشر أمريكي، ولد في 1893، وتوفي في 14 ديسمبر 1973.